# Pristimantis gretathunbergae
Pristimantis gretathunbergae (лат.) — вид лягушек рода Pristimantis из семейства Craugastoridae. Эндемик Центральной Америки. Видовое название дано в честь юной шведской экоактивистки Греты Тунберг.

## Распространение
Встречается в Центральной Америке. Вид обнаружен в семи природных локациях в центральной и восточной Панаме, в провинциях Кокле, Западная Панама, Панама, Дарьен.

## Описание
Самцы достигают длины от 38 до 46 мм, а самки от 26 до 36 мм. Основная окраска спины имеет оттенки коричневого с отдельными оттенками красного или жёлтого с рассеянными оранжевыми крапинками или без них и/или более крупными красноватыми или отчетливыми коричневыми пятнами или светлой дорсолатеральной полосой; брюшко равномерно грязно-белое (некоторые экземпляры имеют темные пятна) или от жёлтого до оранжевого без узора; пах и внутренняя поверхность бёдер белые, жёлтые или оранжево-красные, некоторые с пятнами, соответствующими основному цвету спины или красное; черноватая радужка глаз, у некоторых особей радужка темно-красная и/или с красно-золотистой крапинкой.
Характеризуется следующим сочетанием признаков: 1) дорсальные кожные поверхности слегка ячеистые, с рассеянными бугорками; вентральная сторона слабо дифференцирована; имеется дисковидная складка, дорсолатеральные складки отсутствуют; (2) барабанная перепонка скрыта, плохо различима; барабанная перепонка у самцов едва заметна, у самок не видна; барабанная складка простирается от заднего края глаза до места прикрепления руки; 3) рыло короткое, широко округлое при виде сверху, умеренной длины, округлое и слегка выступающее в профиль; (4) верхнее веко с одним коническим или шиповидным бугорком треугольной формы; черепные гребни отсутствуют; 5) зубные отростки имеются, выпуклые, косые, на каждом от 5 до 10 зубов; (6) голосовые щели и брачные подушечки отсутствуют.

Pristimantis gretathunbergae
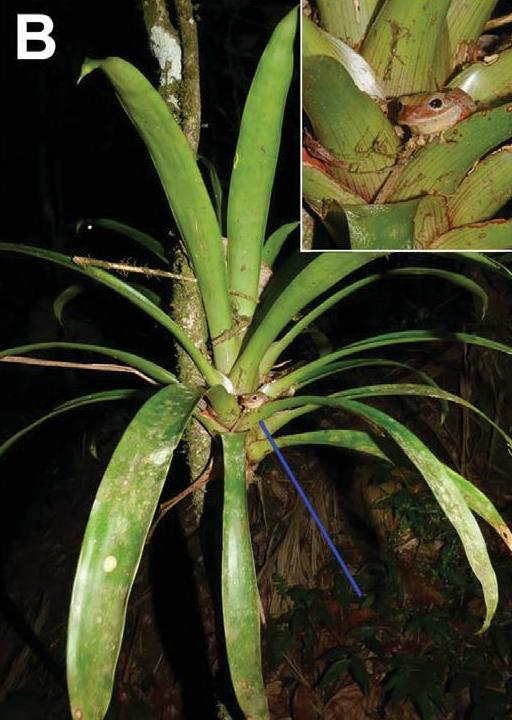
Лягушка на растении из семейства Бромелиевые
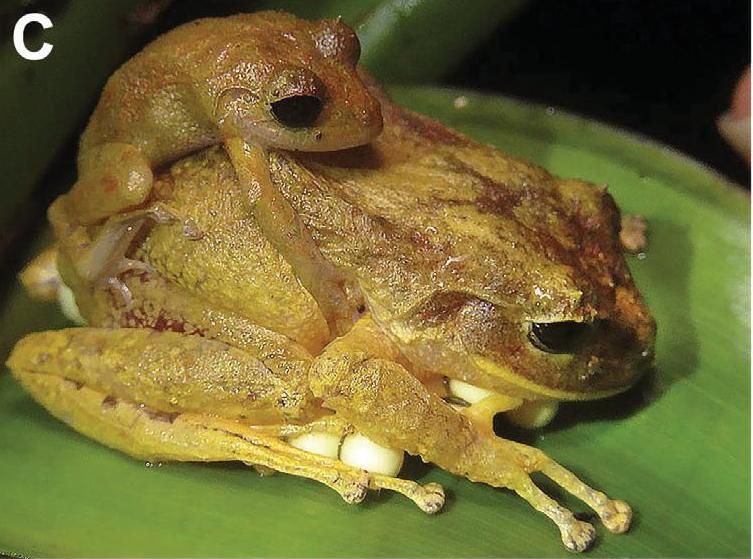
Спаривание
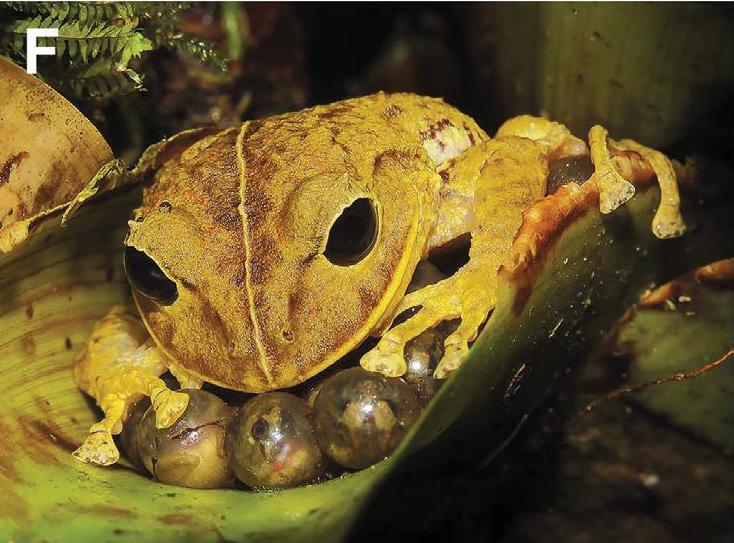
Самка защищает свои яйца

## Систематика
Вид был впервые описан в 2022 году зоологами из Панамы, Бразилии, Швейцарии и Германии и включен в видовую группу Pristimantis ridens. Генетически он ближе к виду Pristimantis erythropleura. P. gretathunbergae заметно отличается от всех других видов Pristimantis, обитающих в центральной и восточной Панаме, своей радужной оболочкой без сетки от очень тёмной до чёрной, соответственно, целыми глазами (радужка светлая и / или с сильными светлыми крапинками у других видов).